# Wapen van Mierlo

Wapen van Mierlo (1959)

Wapen van Mierlo (1817 - 1959)

Het wapen van Mierlo werd op 16 juli 1817 bij besluit van de Hoge Raad van Adel aan de toenmalige Noord-Brabantse gemeente Mierlo bevestigd. Op 20 augustus 1959 werd een nieuw wapen toegekend. Op 1 januari 2004 ging deze gemeente samen met Geldrop op in de nieuwe gemeente Geldrop-Mierlo, waarmee het wapen kwam te vervallen. In het Wapen van Geldrop-Mierlo werden de schildjes met de molenijzers overgenomen.

## Blazoenering
De blazoenering bij het wapen uit 1817 luidt als volgt:
Van azuur, beladen met Sint Lucia, houdende in de rechterhand een palmtak en in de linkerhand een brandende olielamp, alles van goud en ter wederzijde vergezeld van een schildje van hetzelfde, beladen met drie molenijzers van azuur.
De heraldische kleuren zijn lazuur (blauw) en goud (geel). Dit zijn de rijkskleuren. In het register stond oorspronkelijk geen beschrijving, deze is later toegevoegd.
De blazoenering bij het wapen uit 1959 luidt als volgt:
Van azuur, beladen met Sint Lucia, houdende in de rechterhand een palmtak en in de linkerhand een brandende olielamp, alles van goud en ter wederzijde vergezeld van een schildje van hetzelfde, beladen met drie molenijzers van keel. Het schild gedekt met een gouden kroon van drie bladeren en twee paarlen.
De molenijzers zijn nu van keel (rood), en het schild is gedekt met een gravenkroon.

## Geschiedenis
Het wapen is afgeleid van een oud schependomszegel dat reeds in 1616 in gebruik was, maar waarschijnlijk veel ouder is. St. Lucia is de plaatselijke parochieheilige. De twee schildjes zijn afgeleid van het wapen van de familie Van Rode, in de 13e en 14e eeuw Heren van Mierlo. Ook hun opvolgers, de familie Dickbier gebruiken de drie molenijzers in hun wapen. De Van Rode's voerden de molenzijzers in zilver op een rood veld. De oorspronkelijke kleuren van de wapens in het zegel zijn onbekend. Na de fusie met Geldrop zijn de schildjes met de molenijzers in de kleuren zoals in het tweede wapen verleend, overgenomen.

## Verwant wapen
Het volgende wapen is verwant aan het wapen van Mierlo:

Het wapen van Geldrop-Mierlo